# Керамоти
Керамоти или Кереметли (на гръцки: Κεραμωτή) е село, част от дем Места, Източна Македония и Тракия, Гърция. Възникнало като рибарско селце, днес Керамоти е курортно селище.

## География
Керамоти е разположено в равнинна местност, част от долното поречие на Места. Целият район представлява малък полуостров, създаден за милиони години от наносите на Места, който се врязва на около километър в Бяло море. Керамоти е най-близко разположеното селище от континентална Гърция до остров Тасос и има пристанище, от което редовно пътува ферибот до острова.

## История

### В Османската империя
В края на XIX век Кереметли е малък чифлик.

### В Гърция
Според преброяването от 1913 година селището е напуснато, а в 1920 година има 10 жители. През 20-те години на XX век турското му население се изселва по споразумението за обмен на население между Гърция и Турция след Лозанския мир и на негово място са заселени гърци бежанци. Според преброяването от 1928 година Керамоти е чисто бежанско селище с 59 бежански семейства и 207 души. През Втората световна война Керамоти е анексирано заедно с цялата област от България, но след това отново е върнато на Гърция.
| Име         | Име           | Ново име | Ново име | Описание               |
| ----------- | ------------- | -------- | -------- | ---------------------- |
| Саз Ада     | Σὰζ Ἀντὰ      | Ливади   | Λιβάδι   | местност И от Керамоти |
| Дуан Азмак  | Ντουὰν Ασμάκι | Валтос   | Βάλτος   | местност И от Керамоти |
| Доман Азмак | Ντομὰν Ασμάκ  | Ливадия  | Λιβάδια  | местност И от Керамоти |
| Картлик     | Κάρτλικ Δάσος | Лимери   | Λιμέρι   |                        |

| Година    | 1913 | 1920 | 1928 | 1940 | 1951 | 1961 | 1971 | 1981 | 1991 | 2001 | 2011 | 2021 |
| --------- | ---- | ---- | ---- | ---- | ---- | ---- | ---- | ---- | ---- | ---- | ---- | ---- |
| Население | 0    | 10   | 297  | 586  | 627  | 681  | 691  | 890  | 965  | 1233 | 1438 | 1231 |

## Галерия
- Панорамен изглед към полуострова на Керамоти откъм о-в Тасос
- Пристан на лодки в края на полуострова
- Фериботният кей на Керамоти
- Улицата край пристанищната страна на полуостровчето